# Nilschwemme
Mit dem Begriff Nilschwemme (auch Nilflut, Nilüberschwemmung, Nilschwelle; altägyptisch Hapi, Bahu) werden die periodisch auftretenden Hochwasser in den Flussrandregionen des Nils im Alten Ägypten und neuzeitlichen Ägypten vor dem Bau des Assuan-Staudamms bezeichnet.

## Allgemeine Eigenschaften

### Entstehung während der Regenzeit im äthiopischen Hochland

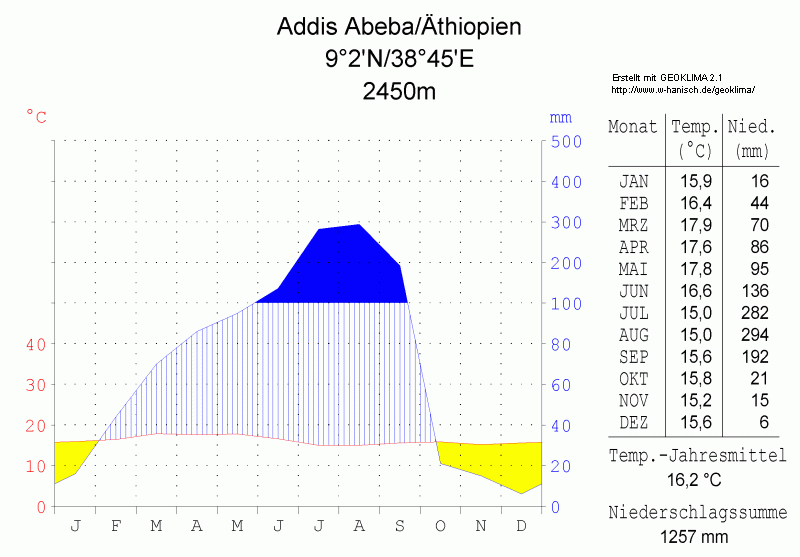
Klima von Addis Abeba

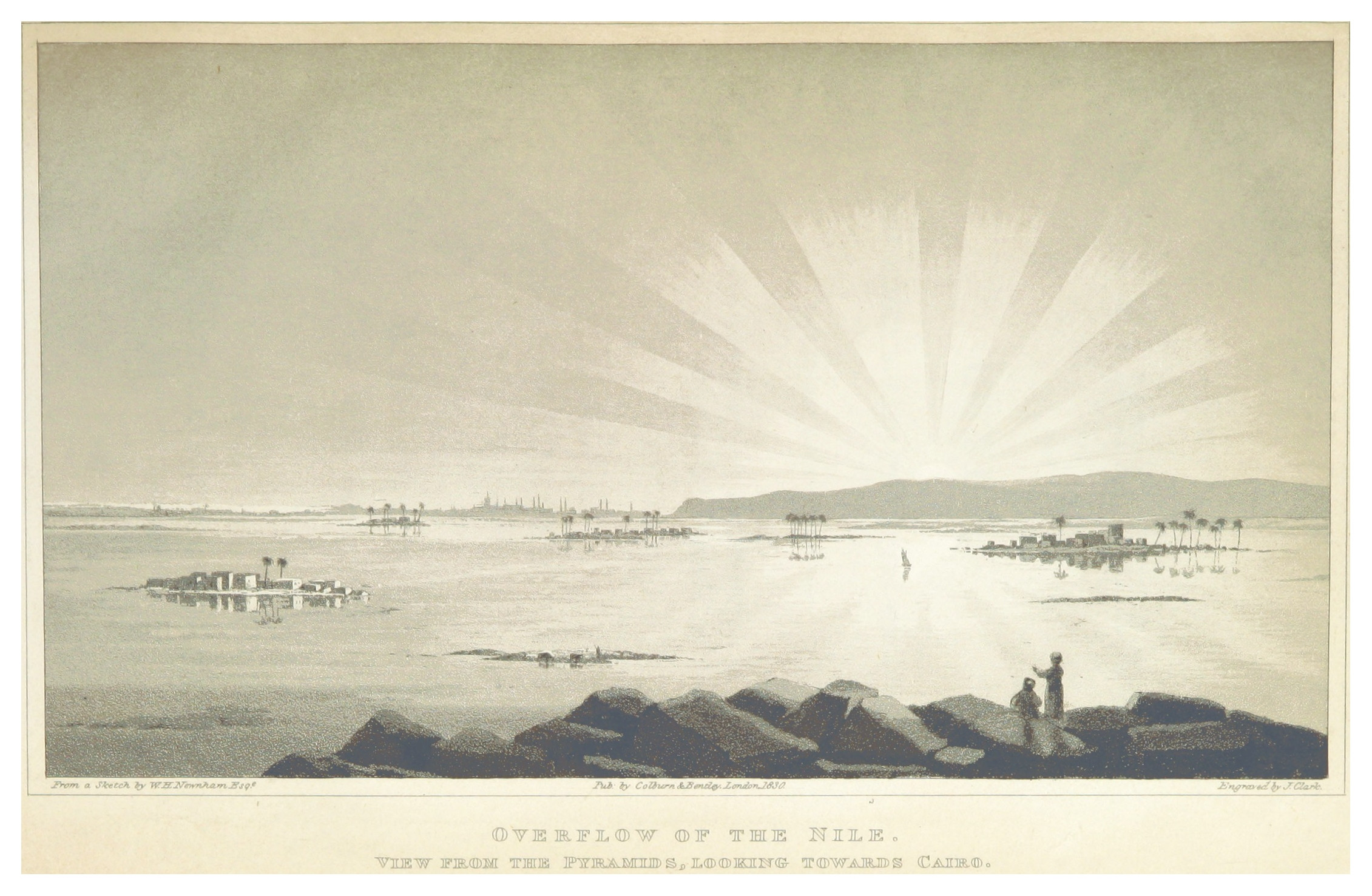
Dörfer in der Nilflut bei Kairo (1830)

Nilflut bei den Pyramiden von Gizeh (19. Jahrhundert)

Die Nilschwemme wird durch den Monsun verursacht, der im äthiopischen Hochland mit seinen mehr als 4000 m hohen Bergen zwischen Mai und August zu starken Niederschlägen führt. Diese Wassermengen fließen weitgehend in den Blauen Nil und den Atbara, und damit in den Nil, teilweise auch im Sobat über den Weißen Nil in den Nil. In dieser Zeit führt der Blaue Nil im Mittel gut fünfmal so viel Wasser wie der Weiße Nil, der eine wesentlich gleichmäßigere Wasserführung zeigt. Umgekehrt führt im Mittel der übrigen acht Monate der Weiße Nil fast das 1,8fache des Blauen Nil.
Diese Wassermengen ließen den Nilpegel bei Assuan im Süden Ägyptens ab Juni steigen, bis er im August seinen Höchststand erreichte und im September wieder abfiel. Die sich langsam flussabwärts bewegende Flutwelle erreichte das Nildelta etwa zwei Wochen später. Bei Kairo begann sie Anfang Juli, erreichte ihren Höchststand in den 14 Tagen von Ende September bis Anfang Oktober und fiel dann wieder ab. Dabei wurden die Felder des Niltals und weite Bereiche des Deltas überschwemmt. Der tiefste Wasserstand war im Mai erreicht.

### Vorhersehbare und nicht vorhersehbare Eigenschaften
Die Nilschwemme zeichnet sich dadurch aus, dass sie prinzipiell vorhersehbar ist. Sie tritt immer zur gleichen Jahreszeit auf, nur ihre Eigenschaften ändern sich. Beginn und Ende können sich um wenige Tage verschieben, die Flutwelle kann kurz und hoch oder lang und flach sein. Von entscheidender Bedeutung war und ist jedoch die nicht vorhersehbare gesamte Wassermenge. Zeiten geringer Wasserführung bedeuteten Dürren, Ernteausfälle und Hungersnöte, zu hohe Fluten führten zu Schäden an Dämmen und Häusern. Von Alters her bis heute treten immer wieder mehrere Jahre hintereinander mit besonders wenig oder besonders viel Wasser auf, was für Ägypten bis heute zu ernsthaften Problemen führt.

### Sedimentation und Auswirkungen
Der blaue Nil verdankt seinen Namen seiner dunklen Farbe. Da er aus dem äthiopischen Hochland stammt, schwemmt er auf seinem Weg talwärts große Mengen von Sedimenten weg und verfärbt sich dabei.
Mit der Nilschwemme war entgegen der weitverbreiteten Meinung nicht automatisch eine Sedimentation im Sinne einer dauerhaften Ablagerung des Nilschlammes auf den Talebenen verbunden. Vielmehr bestimmen variable Faktoren wie Fließgeschwindigkeit, Flutvolumen, Zusammensetzung der Schwemmpartikel des Nils und das Niveau des Mittelmeeres, ob eine Sedimentation stattfindet. Insbesondere die wechselnden Höhen des Mittelmeeres verursachen das sogenannte „thalassostatische Verhalten“ des Nils stromauf bis zum ersten Katarakt. Ein niedriger Meeresstand verhindert aufgrund der höheren Fließgeschwindigkeit des Nils ein Aufschütten von Sedimenten; in Extremfällen führt dieser Faktor sogar zu einer Abnahme der Sedimentschichten. Bei einem hohen Meeresspiegel tritt die gegenteilige Wirkung ein und es finden vermehrte Ablagerungen statt. Nach den vorliegenden Untersuchungsergebnissen ergibt sich der Befund, dass das Mittelmeer für den Zeitraum vom dritten Jahrtausend v. Chr. bis zum ersten Jahrhundert n. Chr. eine geringe Höhe aufwies und deshalb kaum Sedimentablagerungen zuließ. Erst mit dem späteren Anstieg des Meeresspiegels ist eine Zunahme der Sedimentablagerungen belegt. Im Rückschluss bedeutet dieses Ergebnis, dass die Phase der intensiven Aufschüttung etwa 3000 v. Chr. endete. Während der gesamten Pharaonenzeit konnte keine merkliche Zunahme der Ablagerungen festgestellt werden.

## Die Nilschwemme im alten Ägypten

### Bedeutung für die Landwirtschaft
Für das von Wüsten umgebene, niederschlagsarme und auf das Niltal sowie das Delta konzentrierte Ägypten war früher nicht nur das Wasser des Nils, sondern auch der Nilschlamm überlebenswichtig, der aus den Sedimenten bestand, die sich auf dem langen Weg nach Ägypten mit organischen Stoffen vermischt hatten. Die Fluten sorgten für eine Durchfeuchtung der Felder, der Nilschlamm brachte Dünger für die Landwirtschaft.
Vor etwa 5000 Jahren begannen die Ägypter nicht mehr nur die vom Nil überschwemmten Flächen zu bestellen, sondern die jährlichen Fluten systematisch zur Bewässerung speziell angelegter Felder zu nutzen. Sie teilten die landwirtschaftlich genutzten Flächen in Überschwemmungsbassins auf, die mit Dämmen umgeben und mit Zu- und Abflusskanälen ausgestattet wurden. Die Bassins wurden zur Zeit des höchsten Wasserstandes der Nilschwemme geflutet und dann für ca. sechs Wochen geschlossen, damit der Schlamm sich absetzen und der Boden durchfeuchtet werden konnte. Anschließend wurde das restliche Wasser in benachbarte, tiefer liegende Becken und in den schon wieder fallenden Nil abgelassen. Unmittelbar nach dem Ablassen der Bassins erfolgte die Aussaat. Bis zur Ernte dauerte es nur drei bis vier Monate; in der anschließenden Trockenheit war Ackerbau kaum möglich. Somit konnten auch nur Pflanzen angebaut werden, die in dieses Bewässerungs- und Zeitschema passten.
Über Kanäle mit geringerem Gefälle als der Nil konnten auch entferntere und geringfügig höher gelegene Flächen geflutet werden. Das System war jedoch empfindlich gegenüber den Schwankungen der einzelnen Fluten. War die Schwellhöhe zu gering, wurden höhere Bassins nicht ausreichend oder gar nicht gefüllt, was zu ausfallenden Ernten und damit zu Hungersnöten führte; eine zu hohe Schwelle zerstörte Dämme und Häuser.
Der historisch höchste Wert der Nilschwemme lag in Assuan und Elephantine bei etwa 16 Ellen (8 Meter) über dem niedrigsten Stand des Nils im Juni. Auf dem Weg bis zum Nildelta verlor die Nilschwemme etwa zwei Ellen an Höhe. Die jährlichen Abweichungen der Nilschwemmenhöhe lagen durchschnittlich bei etwa drei bis vier Ellen (2 Meter). Sesostris I. entwarf das „geografische Modell des Nilometers“, um im Zusammenhang der Nilschwemme und den damit verbundenen Steuererhebungen verlässliche Angaben über alle Regionen im Alten Ägypten zu erhalten. Die an Nilometern gemessene Höhe der Nilflut war ein wichtiges Mittel zur Schätzung der Steuern, die die Bauern nach der drei bis vier Monate später eingebrachten Ernte abführen mussten. Bemessungsgrundlage war meist die Anbaufläche, die vom Wasser erreicht wurde. In guten Jahren, wenn der Wasserstand des Nils den Stand der „Fülle“ – der in Memphis bei etwa 16 Ellen lag, sich aber im Zeitverlauf durch Sedimentation des Nils änderte – erreichte, konnte der Pharao mit der vollen Steuereinnahme rechnen. Stand wegen niedriger Nilfluten weniger Anbaufläche zur Verfügung, konnte dies steuerlich berücksichtigt werden, zum Beispiel durch Stundung von Steuerschulden.
Mit der Flächenstaumethode wurde der Boden nicht übermäßig beansprucht, die Fruchtbarkeit wurde durch den jährlichen Eintrag von Schlamm aufrechterhalten. Es war deshalb nicht nötig, Land brach liegen zu lassen. Versalzung trat nicht auf; im Sommer lag der Grundwasserspiegel weit unter der Oberfläche, während der Flut wurden möglicherweise angesammelte Salze wieder ausgewaschen.
Man schätzt, dass im Alten Ägypten 2 bis maximal 12 Mio. Einwohner ernährt werden konnten. Zu der Zeit als Ägypten römische Provinz war und zur Versorgung des Imperiums mit Getreide beitrug, dürften 10.000 km² landwirtschaftliche Fläche bestellt worden sein. Nach der Spätantike verfielen die Methoden und die Anlagen langsam, so dass auch die Bevölkerung abnahm. Um 1800 hatte das Land nur noch etwa 2,5 Millionen Einwohner.

### Mythologische Bedeutung
Die Ägypter, denen die Herkunft der Nilschwemme aus Äthiopien und die klimatischen Zusammenhänge nicht bekannt waren, bezeichneten die Nilflut unter anderem als Hapi, da sie die Überschwemmung als göttlich verursachtes zusätzliches Wasser definierten, das auf dem Nil schwamm.
In der altägyptischen Geschichte hatte die Nilschwemme als Bestandteil der Mythologie mehrere Beinamen. Von der frühdynastischen Zeit bis zum Mittleren Reich fungierte die Göttin Sopdet als „Verkünderin der Nilflut“. Vom Mittleren bis zum Neuen Reich übernahm Sopdet die Rolle als „Mutter der Nilschwemme, die sie alljährlich neu gebiert“. Seit Ende des Neuen Reichs galt die Nilflut aufgrund ihres Auftretens im Sommer als „Schweiß des Urozeans“.

### Herodots Datierung
Den Beginn der Nilschwemme für das Delta setzte Herodot auf die Zeit der Sommersonnenwende – zu seiner Zeit im 5. Jahrhundert v. Chr. um den 22./23. Juni – und nennt als Dauer der Nilschwemme knapp 100 Tage. Das Ende der Überschwemmungszeit fiel nach Herodots Ausführungen in den Bereich um den 25. September.

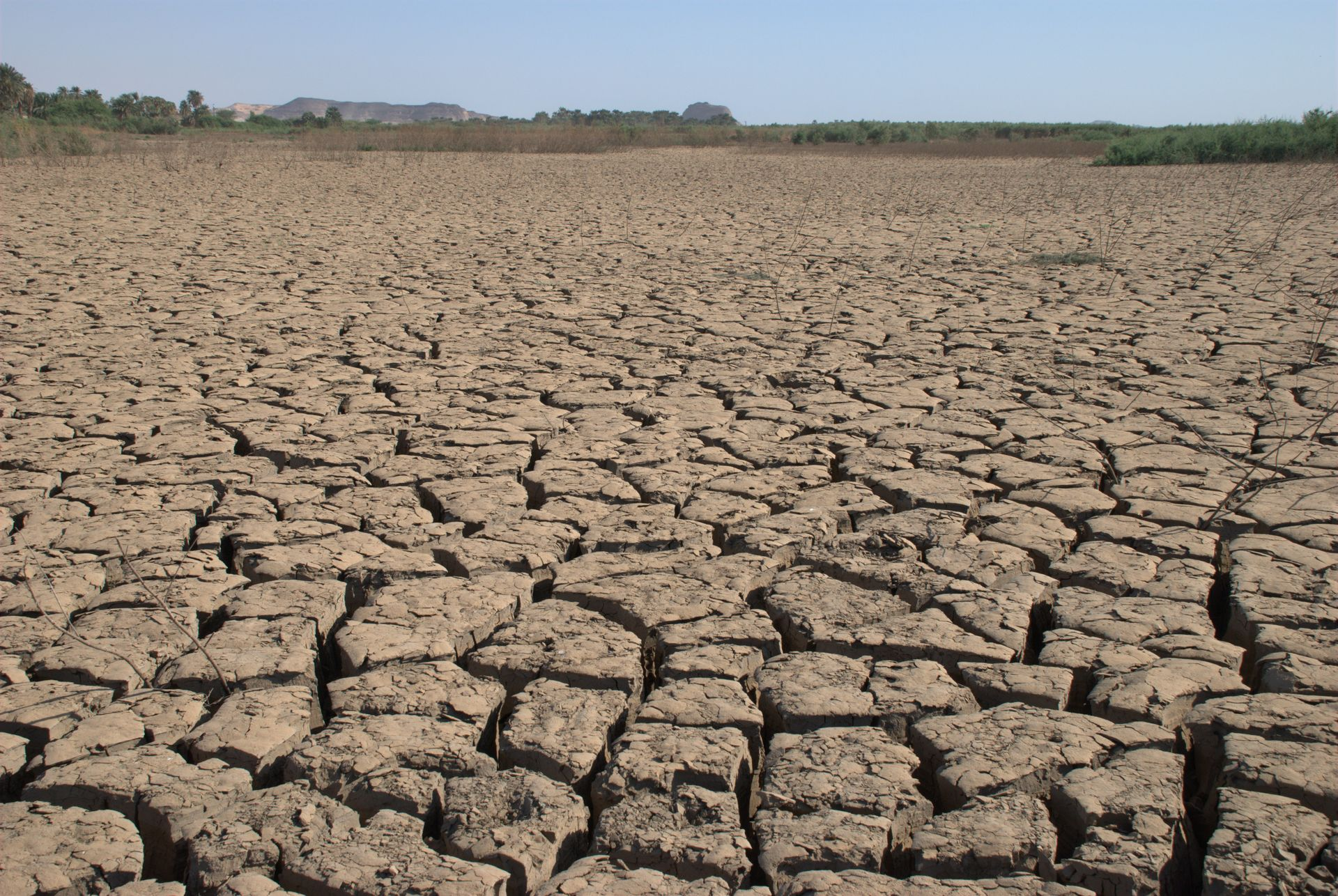
Jährlich überschwemmter Bereich am Nilufer bei Karima

Der Bericht von Herodot deckt sich mit den Angaben der Vermessungsurkunden, in denen die in der Landwirtschaft zu bewirtschaftenden Flächen festgelegt wurden. Die alljährlich neuen Vermessungen waren notwendig, da die alten Grenzmarkierungen bedingt durch die Nilschwemme nicht mehr auffindbar waren.
Die Nilschwemme kündigte sich um die Sommersonnenwende durch die Färbung des Nilwassers an, das durch das Mitführen der aus dem Weißen Nil stammenden Algen grün schimmerte. Die zumeist Mitte Juli einsetzende eigentliche Flutwelle mit der sich anschließenden beschleunigten Erhöhung des Wasserstandes konnten die Ägypter durch eine abermalige Verfärbung des Flusses im Voraus erkennen.
Durch die starken Regenfälle in Äthiopien löste sich der dortige Gebirgsschlamm und verlieh dem Nil die „rötliche Hathorfarbe“. Nach dem Erreichen der Höchstmarken zwischen Ende August und Anfang September sank der mitgeführte schwarze Nilschlamm auf den Feldern zu Boden.

### Phasen der Nilschwemme

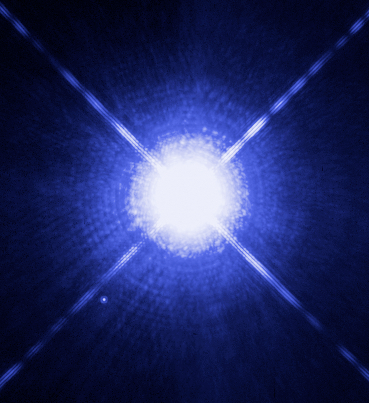
Sirius (A und B) vom Hubble-Weltraumteleskop.

Die Ägypter bezeichneten die Jahreszeit der Nilüberschwemmung als Achet. Sie umfasste vier Monate, beginnend mit dem ersten Anschwellen des Nils Anfang Juni und endend mit dem Absinken auf das Normalniveau Anfang Oktober. In die vier Monate war die Hochflutsaison eingebettet, die durchschnittlich mit dem beschleunigten Anschwellen des Nils Ende Juni/Anfang Juli startete. Der weitere Verlauf war von der Regenfallintensität in Äthiopien abhängig.
Die jährlichen Regenfälle setzen in Äthiopien etwa Mitte Mai ein. Die Niederschlagsmengen fließen hauptsächlich in die Flüsse Atbara und Blauer Nil. Der Atbara führt mehr als ein Fünftel der gesamten Wassermenge des Nils und mehr als 10 Millionen Tonnen dunkler Schwebstoffe pro Jahr mit sich, durch die er seinen Namen erhält, „Schwarzer Fluss“. Abhängig von der äthiopischen Regenfalldauer unterlag die altägyptische Hochflutsaison einer Schwankungsbreite von sechs bis zehn Wochen. Kurz verlaufende Nilschwemmen konnten bereits bis Mitte August ihr Maximum erreichen, während es ebenso normal war, dass erst Mitte September die höchsten Pegelstände eintraten.
Aufgrund der charakteristischen klimatischen Niederschlagsbedingungen im äthiopischen Hochlandplateau erreichen der Atbara und der blaue Nil im August ihre maximale Wasserführung und sind für die jährliche Nilschwemme mit ihren Wassermassen hauptsächlich verantwortlich. Die Höchststände des Nils werden in Ägypten durchschnittlich im ersten Septemberdrittel erreicht. Die in der 19. Dynastie durchgeführte Reform des altägyptischen Verwaltungskalenders führte zu einer einmonatigen kalendarischen Verlagerung der Jahreszeit Achet (Mitte Juli bis Mitte November). Ursächlich hierfür war die Verschiebung des heliakischen Aufgangs von Sirius, dem Stern der Göttin Sopdet, der in der frühdynastischen Zeit in Elephantine noch Mitte Juni erfolgte und durch die Erdpräzession sowie der Eigenbewegung von Sirius zwischenzeitlich im Nildelta Anfang Juli stattfand.
Aus den Inschriften des Tempels von Esna wird die veränderte Rolle der Göttin Sopdet deutlich, die nun nicht mehr als Bringerin der Nilflut fungierte, sondern in Verkörperung des Sirius erst während des Hochwassers nach Ägypten zurückkehrte: Wie schön ist dein Aufgehen inmitten der Flut, der starken Überschwemmung, die auf dem Wasser ist. Da die Nilschwemme jedoch nach wie vor zu selbigen Terminen eintrat, fiel die erste Phase des anschwellenden Nils ab etwa 1200 v. Chr. kalendarisch in den letzten Jahresmonat. Sopdets frühere Aufgabe übernahm daher der Sonnengott Re, der seit der 19. Dynastie etwa drei Wochen vor dem altägyptischen Neujahr seine Reise nach Elephantine antrat, um dort das Hochwasser zu verursachen. In der koptischen Liturgie richten sich die religiösen Feste nach dem ursprünglichen altägyptischen Kalender. Entsprechend sind die Mondmonate des ägyptischen Mondkalenders auch heute noch der jeweiligen Jahreszeit zugeordnet. Die Einteilung richtet sich nach der tatsächlichen Nilschwemme, die an der Südgrenze Ägyptens etwa um den 4. Juni begann.
| Atbara (Sudan) | 20. Mai bis 7. Juni  | 8. Juni bis 5. August    | 6. bis 20. August (H: 13. August)             | ab 21. August    |
| Elephantine    | 4. Juni bis 22. Juni | 23. Juni bis 20. August  | 21. August bis 4. September (H: 28. August)   | ab 5. September  |
| Edfu           | 6. Juni bis 24. Juni | 25. Juni bis 22. August  | 23. August bis 6. September (H: 30. August)   | ab 7. September  |
| Theben         | 9. Juni bis 27. Juni | 28. Juni bis 25. August  | 26. August bis 9. September (H: 2. September) | ab 10. September |
| Memphis        | 15. Juni bis 3. Juli | 4. Juli bis 31. August   | 1. bis 15. September (H: 8. September)        | ab 16. September |
| Alexandria     | 17. Juni bis 5. Juli | 6. Juli bis 2. September | 3. bis 17. September (H: 10. September)       | ab 18. September |

### Datierung der Nilschwemme im Alten Ägypten

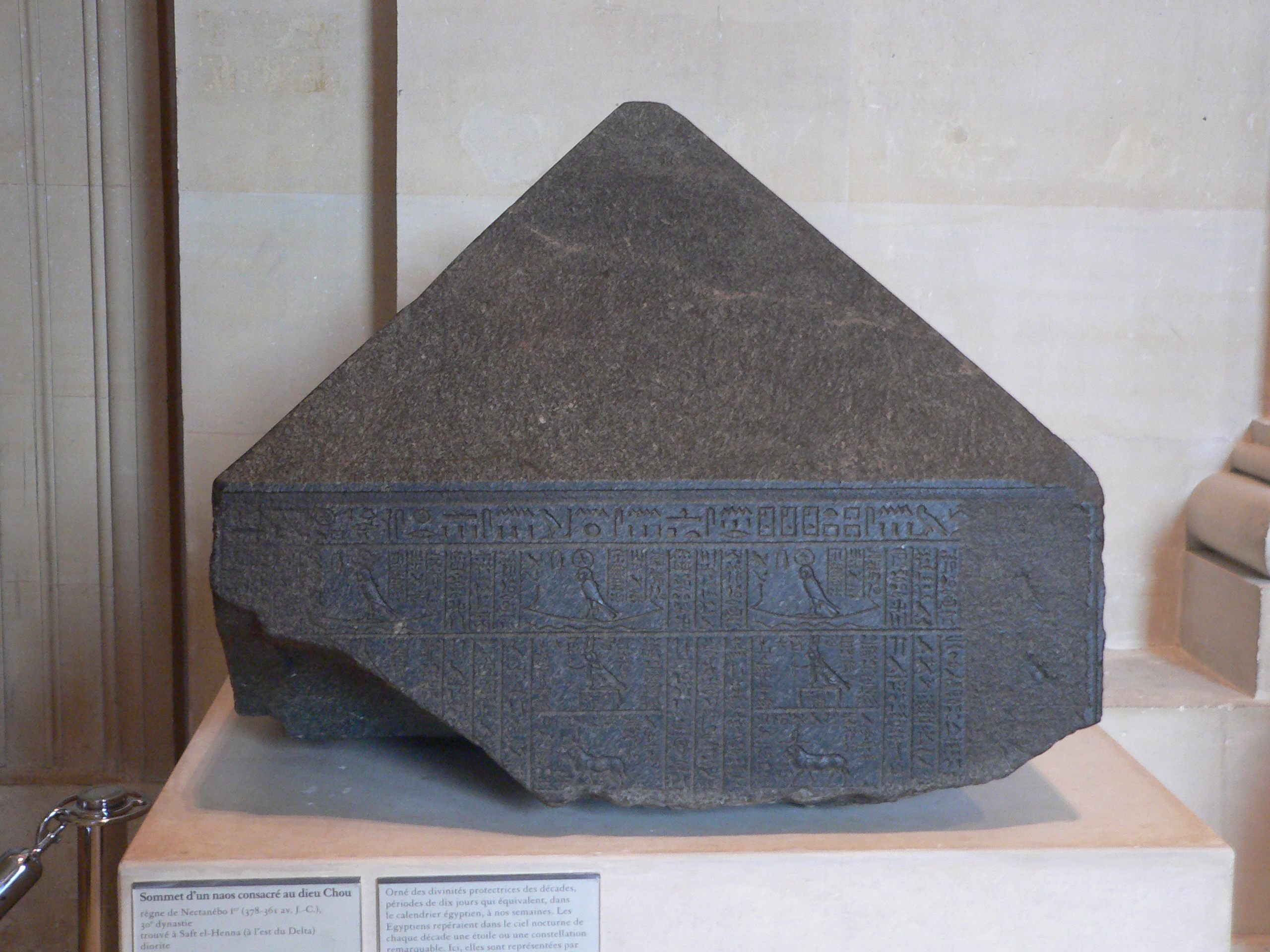
Pyramidion des Naos der Dekaden (Louvre)

Die einsetzende Nilflut steht in der altägyptischen Mythologie in engem Zusammenhang mit der Gottheit Apophis in seiner Erscheinungsform als Schildkröte. Aus den Schilderungen in den Sonnenhymnen geht hervor, wie Apophis mit Messern zerstückelt oder mit Lanzen erstochen wurde. Sein Blut verfärbte den Himmel bei Sonnenaufgang rot. Der Sonnengott Re konnte als Chepri nach dem Tod von Apophis beziehungsweise der Schildkröte am Himmel aufgehen. Die rote Farbe des Blutes steht symbolisch für die einsetzende Verfärbung des Nils mit Beginn des beschleunigten Ansteigens des Wasserstandes. In weiteren Hymnen aus Abydos zählte die Schildkröte zu den „Wartenden im Gefolge des Seth“, die den gesamten Nil „schlürfen wird“, falls es Seth gelingen sollte, in „das Lichtland in der Duat“ einzudringen. Im Rahmen des mythologischen Neujahrfestes Geburt der Sothis besangen die Ägypter zum Zeitpunkt der Nilschwemme ausgelassen und erleichtert den Tod und die Wiedergeburt: „Die Schildkröte ist tot, Re lebt, die Schildkröte ist tot“.
Die Inschriften im vom Pharao Nektanebos I. hergestellten Naos der Dekaden enthalten wertvolle Angaben hinsichtlich der altägyptischen Nilflut. Sie begann in der Regierungszeit des Nektanebos I. (379 bis 360 v. Chr.) mit der 28. Dekade am 21. Schemu IV (29. Junigreg.) und dauerte sieben Dekaden. Die „Sandbank des Apophis“ als 35. Dekade entfaltete ihre Wirkung mit dem Erreichen der Kulmination (altägyptisch Aha) in der zwölften Nachtstunde und war zuständig für das Absinken der Nilflut ab dem 1. Achet III (12. Septembergreg.).

### Höhe der Nilschwemmen

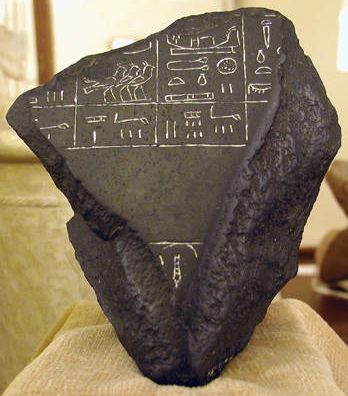
Fragment P1, Annalenstein
(Petrie Museum in London).
Die Nilstände befinden sich jeweils im unteren Register.

Die Höhe der Nilschwemme ist von zwei Faktoren abhängig: Einerseits von der Menge des Niederschlags in Äthiopien und andererseits von der Wassermengen-Zusammenführung der Flüsse Atbara, Sobat und blauer Nil, wobei der Sobat in den weißen Nil mündet, der sich im weiteren Streckenverlauf mit dem blauen Nil vereinigt. Die drei Flüsse erreichen im Durchschnitt etwa zur gleichen Zeit ihre Maximalhöhen, was im Normalfall eine hohe Nilschwemme mit einer kürzeren Nilflutdauer nach sich zieht. Liegen dagegen die Maximalpegel zeitlich auseinander, bedeutet dies eine geringere Wasserhöhe mit einer längeren Nilschwemmendauer. Große zeitliche Differenzen der höchsten Pegelstände in den drei Flüssen können in Extremfällen während der Hochflutphase zu einem zwischenzeitlichen Absinken der Nilschwemme führen, um sie wenig später erneut ansteigen zu lassen. Der teilweise vermutete Rückschluss, dass geringere Pegelstände eine wasserärmere Nilschwemme belegen, trifft daher nicht zu.
Die ältesten Aufzeichnungen der jeweiligen Nilschwemmenhöhe befinden sich auf dem Annalenstein der 5. Dynastie. Die genannten Werte sind nicht mit den Messmethoden der Nilometer vergleichbar. Wie die auf dem Annalenstein gewonnenen Maße genommen wurden, ist bislang ungeklärt. Die Messung basierte offenbar auf der Differenz zwischen dem durchschnittlichen Nilstand und der jeweiligen Nilschwemmenhöhe. Der dabei verwendete Fixpunkt ist unbekannt. Eine von Barbara Bell vorgenommene Auswertung ergab, dass Anfang der 1. Dynastie (etwa 3037 bis 3000 v. Chr.) die Nilschwemme eine Höhe zwischen drei und zwei Metern des damaligen Messsystems erreichte.
Im Verlauf der 1. Dynastie sanken die unteren Werte auf einen Meter, wobei eine außerordentlich hohe Nilschwemme mit 4,5 Metern protokolliert wurde. Vom Anfang der 2. (etwa 2969 v. Chr.) bis zum Ende der 6. Dynastie (etwa 2216 v. Chr.) blieben die Durchschnittswerte mit „zwei Metern“ konstant und lagen etwa einen halben Meter unter den Werten Anfang der 1. Dynastie. Die jährlichen Schwankungen bewegten sich, wie am Ende der 1. Dynastie, zwischen drei Metern und einem Meter.
| Spätes 4. Jahrtausend v. Chr. | Naqada III  | 96,85 Meter (Höchster Stand 99 Meter)    | + 6,4 Meter über dem Messnullpunkt (Höchster Stand + 8,55 Meter)  |
| Anfang 3. Jahrtausend v. Chr. | 1. Dynastie | 93,49 Meter (Höchster Stand 95,47 Meter) | + 3,04 Meter über dem Messnullpunkt (Höchster Stand + 5,02 Meter) |
| Anfang 3. Jahrtausend v. Chr. | 2. Dynastie | 92,26 Meter                              | + 1,81 Meter über dem Messnullpunkt                               |
| Anfang 3. Jahrtausend v. Chr. | 3. Dynastie | 92,23 Meter                              | + 1,78 Meter über dem Messnullpunkt                               |
| Mitte 3. Jahrtausend v. Chr.  | 4. Dynastie | 92,31 Meter                              | + 1,86 Meter über dem Messnullpunkt                               |
| Mitte 3. Jahrtausend v. Chr.  | 5. Dynastie | 92,3 Meter                               | + 1,85 Meter über dem Messnullpunkt                               |
| Spätes 3. Jahrtausend v. Chr. | 6. Dynastie | 91,05 Meter                              | + 0,6 Meter über dem Messnullpunkt (Daten Archäologie)            |
| 3. Jahrtausend v. Chr.        | 6 Dynastien | 92,27 Meter                              | + 1,82 Meter über dem Messnullpunkt                               |

### Aussaat
Der Abschluss neuer Pachtverträge erfolgte zumeist im September. Aus einem Landbestellungsvertrag, 535 v. Chr. im 36. Regierungsjahr von Amasis im Monat Pa-en-Chonsu beurkundet, sind die typischen Klauseln ersichtlich: 

„Vom Jahr 36 bis zum Jahr 37 ist das verpachtete Ackerland mit drei Gespannen, die von sechs Rindern gezogen werden, zu bestellen. Fünf Rinder davon sind deine; mir als Verpächter gehört eine Kuh. Im Herbst des 37. Jahres des Amasis nehme ich ein Drittel der Ernte als meinen Anteil. Vom Rest erhältst du fünf Sechstel. Im Namen meiner Kuh bekomme ich ein Sechstel. In meinem Namen werden die Schreiber das Pachtland vermessen.“

Aus dem Drittel des Verpächterernteanteils mussten die Abgaben an die Tempel in den jeweiligen Bezirken entrichtet werden. Der Pächter selbst blieb damit von direkten Abgaben befreit, hatte jedoch das Risiko von äußeren Einflüssen zu tragen und bekam im Falle eines Schadens keinen Ersatz. Etwa zwei Wochen nach diesen Verwaltungsakten begannen die Arbeiten mit dem Pflug und Mitte Oktober die sich anschließende Aussaat.

## Neuzeitliche Eingriffe

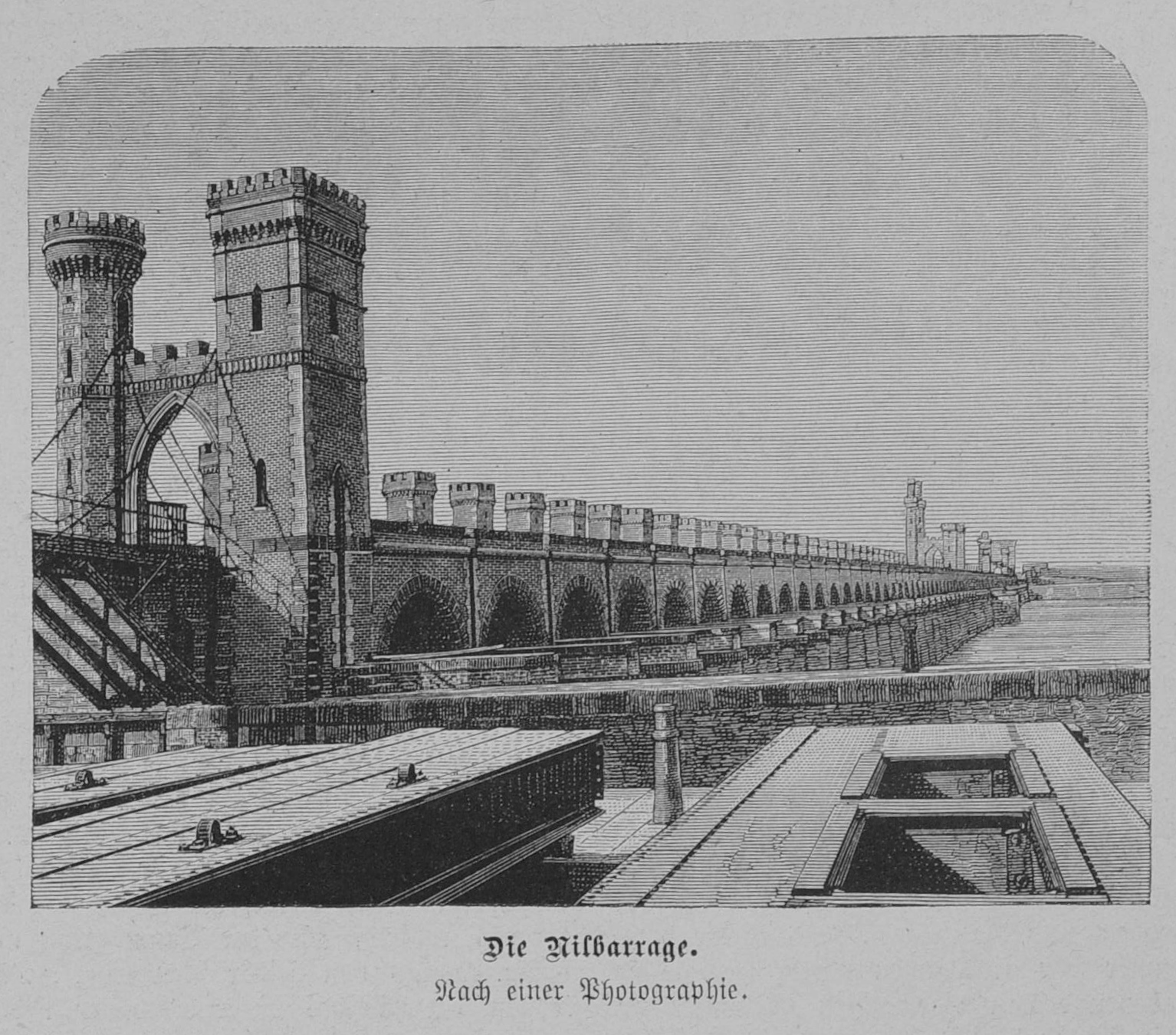
Eine der beiden Delta Barrages

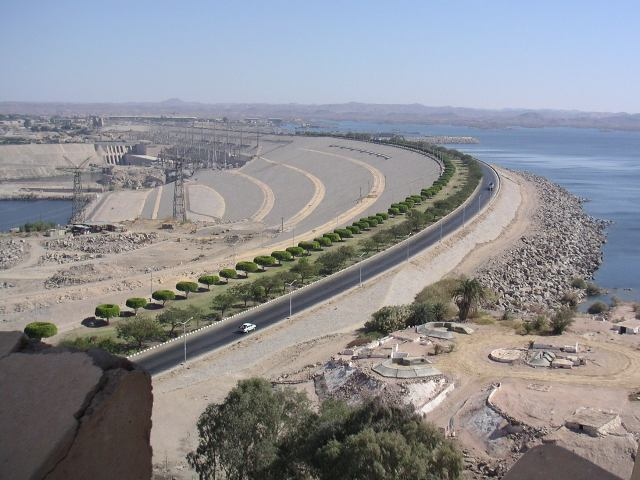
Assuan-Staudamm

Schon Muhammad Ali Pascha (1805–1848 Vizekönig von Ägypten) bemühte sich, die kultivierbare Fläche auszudehnen und mit dem Anbau von Baumwolle zusätzliche Einnahmen zu erzielen. Dazu ließ er ab 1833, nach einer Unterbrechung ab 1847 die Delta Barrages und ausgedehnte Bewässerungskanäle bauen, mit denen der Übergang zur ganzjährigen Bewässerung eingeleitet wurde. Die Briten förderten diese Umstellung mit dem Bau der Assuan-Staumauer und des Asyut-Stauwehrs, beide 1902 fertiggestellt. Weitere Stauwehre folgten. Im Sudan ging 1925 der Sannar-Damm zur Bewässerung des riesigen Gezira-Projektes in Betrieb, der 1966 durch den Roseires-Damm ergänzt wurde. Alle diese Maßnahmen hatten die Ausdehnung der Anbaufläche, die ganzjährige Bewässerung und die Steigerung der Erträge durch zwei, manchmal auch drei Ernten zum Ziel. Dazu war es notwendig, die Nilschwemme möglichst aufzufangen und gleichmäßig zu verteilen. Die Bedeutung des Nilschlamms trat dabei immer weiter in den Hintergrund, teilweise erwies er sich als hinderlich, wenn er die Kanäle zusetzte und mühsam entfernt werden musste. Diese Entwicklung erfolgte vor dem Hintergrund einer schnell wachsenden Bevölkerung mit inzwischen über 87 Millionen Einwohnern.
Schon zu Beginn des 20. Jahrhunderts gab es Überlegungen, wie eine Jahrhundertdürre überbrückt werden könnte, also ein Jahr mit besonders niedrigen Wasserständen. Dies führte schließlich zum Bau des Assuan-Staudammes (Assuan-Hochdamm), mit dem genügend Wasser gestaut werden kann, um ein statistisch in hundert Jahren nur einmal vorkommendes Minimum der Wasserführung auszugleichen.
Damit endete die Nilschwemme im Nassersee (nachdem ein großer Teil des Nilschlamms sich vorher schon im Sannar-Damm und im Roseires-Damm abgesetzt hatte). Inzwischen wurden eine Reihe weiterer Talsperren am Nil bzw. an seinen Quell- und Nebenflüssen gebaut und sein Wasser in ausgedehnte Bewässerungsanlagen geleitet. Wie bei zahlreichen anderen Flüssen in den Trockengebieten der Welt erreicht nur noch ein kleiner Teil des Nilwassers seine Mündung in das Meer.